# No Llores Abuelita (álbum)
Álbum de Juaneco y su Combo, del año 1988.

## Lista de canciones
| Lado A |                                 |                               |          |  |
| N.º    | Título                          | Escritor(es)                  | Duración |  |
| 1.     | «No Llores Abuelita»            | José Wong Cacique / Juan Pezo |          |  |
| 2.     | «Fiesta Patronal En San Martín» | Bruno Tangoa                  |          |  |
| 3.     | «Descarga Con Juaneco»          | Fernando Mora Insua           |          |  |
| 4.     | «Mujer Celosa»                  | Juan Pezo Wong                |          |  |
| 5.     | «El Son Caliente»               |                               |          |  |
| 6.     | «San Juan 88»                   | Bruno Tangoa / José Wong C.   |          |  |

| Lado B |                           |                               |          |  |
| N.º    | Título                    | Escritor(es)                  | Duración |  |
| 7.     | «La Carta»                | D.R.                          |          |  |
| 8.     | «El Ambiente De Mi Selva» | Bruno Tangoa                  |          |  |
| 9.     | «En Busca De Mi Amada»    | José Wong Cacique             |          |  |
| 10.    | «Linda Ucayalina»         | José Wong Cacique / Juan Pezo |          |  |
| 11.    | «El Solitario»            | Juan Pezo Wong                |          |  |
| 12.    | «No Mariño»               |                               |          |  |

- Datos: Q115684200